# Lois Pereiro
Lois Pereiro   (Monforte de Lemos, 16 de febrer de 1958 - la Corunya, 24 de maig de 1996) nom de ploma de Luis Ángel Sánchez Pereiro va ser un escriptor i poeta gallec. L'any 2011 se li dedica el Dia de les Lletres Gallegues.

## Biografia
Va néixer a Monforte de Lemos, encara que la seva família és d'O Incio, ambdós municipis situats a la província de Lugo. Va estudiar a l'escola dels Escolapis i va començar a escriure amb 15 anys. A l'acabar el COU va marxar a Madrid, on va començar Ciències Polítiques i Sociologia. Després d'una estança a Monforte treballant a l'empresa familiar, dedicada al vidre, va tornar a Madrid per estudiar l'anglès, el francès i l'alemany. Allà va fundar la revista Loia juntament amb els escriptors gallecs Antón Patiño i Manuel Rivas i el seu germà Xosé Manuel Pereiro.
Cap a 1981 va marxar a viure a la Corunya, on es va unir a la revista la Naval. Ja de tornada a Galícia, va entrar en contacte amb un grup de poetes entre els quals hi havia Xavier Seoane, Francisco Salinas Portugal o Xulio Valcárcel, participant en diverses antologies com De amor e desamor (1984) i De amor e desamor II (1985), i col·laborant en revistes com La Naval, Trilateral", Anima+l" i Luzes de Galiza. Aquesta última va publicar el 1997 els vuit capítols de la seva novel·la curta Náufragos do Paradiso.
El 1983 i 1987 va viatjar amb Fernando Saco per Europa. Va treballar com a traductor de l'alemany, francès i anglès de doblatge de cinema, sobretot, de televisió tant convencional (episodis de Dallas i Kung Fu) com porno.
Va publicar dos reculls de poemes en vida, Poemas 1981/1991 (1992) i Poesía última de amor e enfermidade (1995). El 1996, any de la seva mort, va sortir Poemas para unha Loia, que recull obres de la seva època madrilenya, publicades a la revista Loia, i que inclou un assaig Modesta proposición para renunciar a facer xirar a roda hidráulica dunha cíclica historia universal da infamia, publicat al número 27 de Luzes de Galiza.
Pel que fa a la causa de la seva mort, tot i tenir la sida, van ser un cúmul de malalties que van acabar en una insuficiència hepàtica. Oficialment, d'acord amb una sentència de l'Audiència Provincial de Lugo, després d'un plet per tal que l'Estat pagués l'enterrament, es considera que el motiu de la seva mort va ser una intoxicació per oli de sansa (conegut com a oli de colza) desnaturalitzat.

## Reconeixement
En els últims anys s'havia reivindicat la dedicació del Dia de les Lletres Gallegues a aquest poeta gallec. En el context d'aquesta campanya, s'ha fet una reedició de la seva obra traduïda al castellà, català i basc, juntament amb els textos originals en gallec.
Finalment, el 26 de juny de 2010 la Real Academia Galega va publicar la decisió de dedicar-li el Dia de les Lletres Gallegues de 2011.

## Obra
- Poemas 1981/1991 (1992)
- Poesía última de amor e enfermidade (1995)
- Poemas para unha Loia (1997)
- Conversa ultramarina (2010)
- Náufragos do Paraíso (2011)
- Antoloxía (2011)
- Modesta proposición e outros ensaios (2011
- Poesía completa (2011)
- Obra completa (edició bilingüe) Trad de Daniel Salgado (2011) Prolog de Pere Gimferrer
- Collected Poems (obra poética completa en inglés. Trad de Jonathan Dunne) (2011)
- Poesía última de amor y enfermedad (edició en castellà. Trad. de Daniel Salgado) (2012)
- Sabrani stihotvoreniya (obra poética completa en búlgaro. Trad. de Tsvetanka Elenkova) (2013)
- Akaberako poesía amodioaz eta gaitzaz (1992-1995) (traducció a euskera de Poesía última de amor e enfermidade.' 'Trad. de Joxemari Sestorain) (2013)
- Poesía última d'amor i malaltia (19912-1995) (traducció al catalá de F. Escandell) (2016)